# Kapusova stenica
Kapusova stenica ali repična kapusnica (znanstveno ime Eurydema oleracea) je stenica iz družine ščitastih stenic.

## Opis
Odrasla kapusova stenica doseže med 6 in 7 mm. Odrasli so po hrbtu zemljene barve z rdečimi, rumenimi ali oranžnimi vzorci. Prezimi kot odrasla žuželka. Ličinke se hranijo s sokovi rastlin iz družine križnic. Kjer se prekomerno namnožijo lahko povzročijo veliko škodo na kapusnicah, zaradi česar veljajo za škodljivce.